# Donna Vekić
Donna Vekić (Osijek; 28 de junio de 1996) es una tenista profesional croata. Ha logrado dos finales en torneos del WTA Tour. También ha ganado cinco títulos ITF en individuales y uno en dobles. Actualmente ocupa el puesto n°19 en la WTA. Vekić además es miembro del equipo de Croacia de la Fed Cup desde 2012; su participación más notable fue en 2013, cuando dejó a su equipo como líder de su grupo antes de caer ante Polonia en los playoffs.

## Carrera profesional

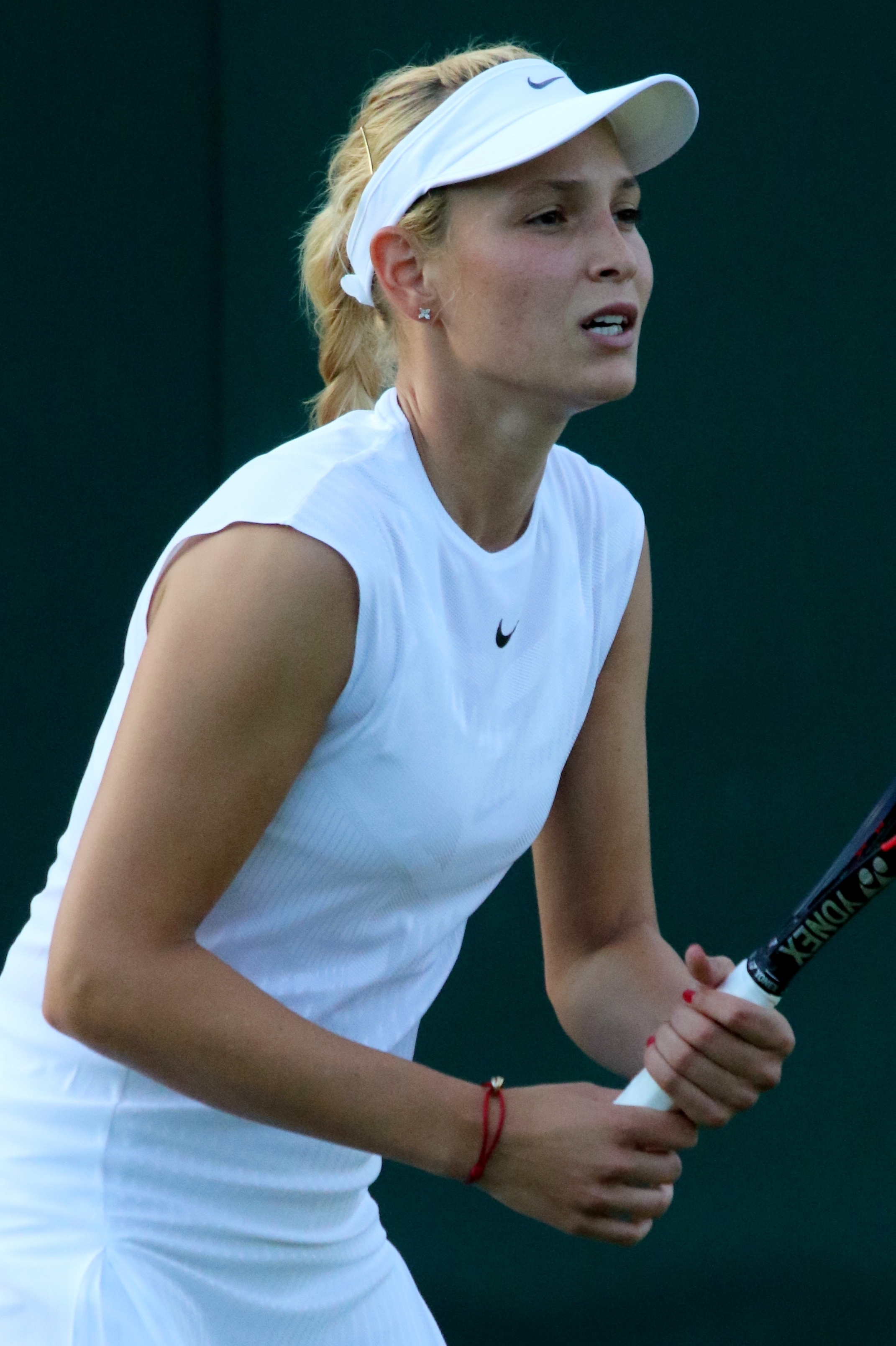
Donna Vekić en los Campeonatos de Wimbledon 2017.

### 2011-2012
Vekić ganó el campeonato juvenil nacional de Croacia en 2011. En 2011 también alcanzaría 5 finales en torneos del circuito ITF, aunque solo ganó un título. Ese año alcanzaría el puesto n.º 391 del ranking WTA, posición que logró el 28 de noviembre luego de su participación en dos torneos ITF en Lagos, Nigeria el mes anterior.
En febrero de 2012 jugó tres partidos en la Fed Cup 2012, incluyendo una victoria suya en individuales la cual ayudó a su equipo a derrotar a Bosnia y Herzegovina por un marcador final de 2-0. Entre marzo y julio de 2012, Donna ganó dos títulos ITF y logró llegar a otras tres finales.
Vekić accedió por primera vez a un cuadro principal de un torneo WTA en septiembre de 2012, en el Torneo de Tashkent. Viniendo desde la fase de clasificación donde ganó sus tres partidos disputados, incluyendo una victoria contra Mónica Puig. En primera ronda batió a la preclasificada n° 4 del torneo, la eslovaca Magdaléna Rybáriková por 7-6(3) y 6-3. En la segunda ronda venció a Lara Arruabarrena por un doble 6-2 y en cuartos de final a la sexta preclasificada, la serbia Bojana Jovanovski por un doble 6-4. En semifinales derrotó a la checa Eva Birnerová por 6-1, 3-6 y 6-1. Con 16 años de edad, se convirtió en la jugadora más joven en acceder a una final de un torneo de la WTA en seis años. Finalmente, caería frente a la rumana Irina-Camelia Begu en la final, por parciales de 4-6 y 4-6. Después de Tashkent, Donna ascendería al puesto 121 del ranking; su puesto más alto ese año fue el 107, alcanzado el 26 de noviembre.

### 2013
Vekić hizo su primera aparición en el cuadro principal de un Grand Slam en enero, en el Abierto de Australia. En la primera ronda venció a Andrea Hlavackova, anterior campeona en dobles de Roland Garros y medallista olímpica de la misma modalidad, en dos sets de 6-1 y 6-2. En la segunda ronda, Donna cayó ante la preclasificada n.º 10 y anterior n.º 1 del mundo Caroline Wozniacki por 1-6 y 4-6. Después del torneo, Vekić entraría por primera vez a los primeros cien del ranking WTA, alcanzando el n.º 93 el 28 de enero.
En la Fed Cup 2013 Vekić volvió a representar a su país, jugó tres partidos individuales y resultó vencedora en todos, dejando al equipo de Croacia como líder de su grupo. Croacia luego caería ante Polonia en el playoff, donde Vekić perdió el partido contra Agnieszka Radwańska por 3-6, 2–6. En abril ganó su cuarto título ITF en Estambul, victoria que la ayudaría a llegar al n.º 76 del ranking WTA el 13 de mayo. Donna cayó en la primera ronda del Roland Garros ante la estadounidense Mallory Burdette por 3-6 y 4-6.
En junio, Donna alcanzaría su segunda final de un torneo WTA en el torneo de Birmingham. Derrotó en segunda ronda a la polaca y octava preclasificada del torneo Urszula Radwańska por parciales de 6–3 y 6–2, en los cuartos de final venció a la tercera preclasificada Sorana Cîrstea en sets corridos 6-2 y 6-1 y en la semifinal a la anterior campeona de dicho torneo y decimosexta preclasificada Magdaléna Rybáriková en tres sets con un marcador de 7-6(5), 1-6 y 6-3. Perdió en la final contra Daniela Hantuchova, en dos sets estrechos de 6-7(5), 4-6. En consecuencia, Donna subió veinticinco posiciones en el ranking WTA, del puesto n.º 89 al 64.

### 2023: campeona del Torneo de Monterrey y finalista del Torneo de Berlín
Empieza la temporada disputando la United Cup en Perth como componente del equipo croata junto a Petra Martić, Borna Ćorić, Borna Gojo, Petra Marčinko y Matija Pecotic. Croacia forma parte del Grupo F junto a Francia y Argentina y pasa como primera de grupo. Se enfrenta a la eliminatoria de la ciudad de Perth contra Grecia perdiendo 3-2. 
En el Abierto de Australia alcanza los cuartos de final perdiendo 6-3, 6-2 contra Aryna Sabalenka. En el Torneo de Linz también disputa los cuartos de final perdiendo 6-3, 7-6 contra Maria Sakkari. 
Es la campeona del Torneo de Monterrey ganando en la final 4-6, 6-3, 5-7 a Caroline Garcia siendo el cuarto WTA 250 de su carrera. 
Es finalista del Torneo de Berlín perdiendo en la final 6-2, 7(8)-6(6) contra Petra Kvitova. 
Vekic termina la temporada clasificada como la número 24 del mundo. 

### 2024: semifinalista de Wimbledon y plata olímpica
Empieza la temporada disputando la United Cup en Sídney formando equipo con Borna Ćorić, Petra Marčinko, Nino Serdarušić, Tena Lukas e Ivan Dodig. Croacia forma parte del Grupo F junto a Noruega y Países Bajos y quedan clasificados segundos de grupo.
En el Abierto de Australia pierde su primer partido contra Anastasia Pavlyuchenkova (6-4, 6-4). Es semifinalista del Torneo de Linz.  
En el Torneo de San Diego alcanza los cuartos de final. En Roland Garros pierde 0-6, 7-5, 7-6 su tercer partido contra Olga Danilovic. 
Es finalista del Torneo de Bad Homburg perdiendo en la final 6-3, 2-6, 6-3 contra la rusa Diana Shnaider
En semifinalista en Wimbledon perdiendo 6-2, 4-6, 6-7 contra Jasmine Paolini. 
Participa en los Juegos Olímpicos de París donde consigue la medalla de plata en la categoría individual. 
En el Abierto de Estados Unidos pierde en el cuarto partido contra Qinwen Zheng (7-6, 4-6, 6-2). 
Termina la temporada clasificada como la número 19 del mundo. 

## Juegos Olímpicos

### Individual

#### Medalla de plata
| Año  | Campeonato | Oponente en la final | Resultado |
| 2024 | París 2024 | Qinwen Zheng         | 2-6, 3-6  |

## Títulos WTA (4; 4+0)

### Individual (4)
| Leyenda                                |
| Grand Slam (0)                         |
| Juegos Olímpicos (0)                   |
| WTA Tour Championships (0)             |
| WTA Elite Trophy (0)                   |
| P. Mandatory & Premier 5, WTA 1000 (0) |
| Premier, WTA 500 (0)                   |
| International, WTA 250 (4)             |

| N.º | Fecha                 | Torneo       | Superficie | Oponente en la final | Resultado        |
| --- | --------------------- | ------------ | ---------- | -------------------- | ---------------- |
| 1.  | 20 de abril de 2014   | Kuala Lumpur | Dura       | Dominika Cibulková   | 5-7, 7-5, 7-6(4) |
| 2.  | 18 de junio de 2017   | Nottingham   | Hierba     | Johanna Konta        | 2-6, 7-6(3), 7-5 |
| 3.  | 31 de octubre de 2021 | Courmayeur   | Dura (i)   | Clara Tauson         | 7-6(3), 6-2      |
| 4.  | 5 de marzo de 2023    | Monterrey    | Dura       | Caroline García      | 6-4, 3-6, 7-5    |

#### Finalista (9)
| N.º | Fecha                    | Torneo            | Superficie    | Oponente en la final | Resultado           |
| --- | ------------------------ | ----------------- | ------------- | -------------------- | ------------------- |
| 1.  | 15 de septiembre de 2012 | Tashkent          | Dura          | Irina-Camelia Begu   | 4-6, 4-6            |
| 2.  | 16 de junio de 2013      | Birmingham        | Hierba        | Daniela Hantuchová   | 6-7(5), 4-6         |
| 3.  | 3 de octubre de 2015     | Tashkent          | Dura          | Nao Hibino           | 2-6, 2-6            |
| 4.  | 5 de agosto de 2018      | Washington        | Dura          | Svetlana Kuznetsova  | 6-4, 6-7(7), 2-6    |
| 5.  | 3 de febrero de 2019     | San Petersburgo   | Dura (i)      | Kiki Bertens         | 6-7(2), 4-6         |
| 6.  | 16 de junio de 2019      | Nottingham        | Hierba        | Caroline Garcia      | 6-2, 6-7(4), 6-7(4) |
| 7.  | 16 de octubre de 2022    | San Diego         | Dura          | Iga Świątek          | 3-6, 6-3, 0-6       |
| 8.  | 25 de junio de 2023      | Berlín            | Hierba        | Petra Kvitová        | 2-6, 6-7(6)         |
| 9.  | 29 de junio de 2024      | Bad Homburg       | Hierba        | Diana Shnaider       | 3-6, 6-2, 3-6       |
| 10. | 3 de agosto de 2024      | JJ.OO. París 2024 | Tierra batida | Qinwen Zheng         | 2-6, 3-6            |

## Finales en el circuito ITF

### Individual: 11 (5-8)
| Leyenda: Títulos-Finales  |
| ------------------------- |
| Torneos de $100,000 (1-1) |
| Torneos de $75,000 (0-0)  |
| Torneos de $50,000 (1-0)  |
| Torneos de $25,000 (2-5)  |
| Torneos de $10,000 (1-2)  |

| Finales por superficie |
| ---------------------- |
| Dura (5–7)             |
| Tierra batida (0–1)    |
| Césped (0–0)           |
| Carpeta (0–0)          |

| Resultado | N.º | Fecha                    | Torneo                   | Superficie    | Oponente              | Marcador         |
| --------- | --- | ------------------------ | ------------------------ | ------------- | --------------------- | ---------------- |
| Finalista | 1.  | 18 de abril de 2011      | Hvar, Croacia            | Tierra batida | Ema Burgić            | 5-7, 6-7(2)      |
| Campeona  | 1.  | 25 de julio de 2011      | Chiswick, Reino Unido    | Dura          | Bojana Bobusic        | 3-6, 6-3, 6-3    |
| Finalista | 2.  | 15 de agosto de 2011     | Westende, Bélgica        | Dura          | Jia-Jing Lu           | 4-6, 6-7(4)      |
| Finalista | 3.  | 17 de octubre de 2011    | Lagos 1 , Nigeria        | Dura          | Elina Svitolina       | 4-6, 3-6         |
| Finalista | 4.  | 24 de octubre de 2011    | Lagos 2, Nigeria         | Dura          | Tamaryn Hendler       | 4-6, 5-7         |
| Campeona  | 2.  | 19 de marzo de 2012      | Bangalore, India         | Dura          | Andrea Koch           | 6-2, 6-4         |
| Finalista | 5.  | 16 de abril de 2012      | Namangan, Uzbekistán     | Dura          | Olga Puchkova         | 6-3, 3-6, 2-6    |
| Campeona  | 3.  | 14 de mayo de 2012       | Fergana, Uzbekistán      | Dura          | Nadiya Kichenok       | 6-2, 6-2         |
| Finalista | 6.  | 17 de julio de 2012      | Campos do Jordao, Brasil | Dura          | María Irigoyen        | 5-7, 0-6         |
| Finalista | 7.  | 23 de julio de 2012      | Wrexham, Reino Unido     | Dura          | Carina Witthöft       | 2-6, 7-6(4), 2-6 |
| Campeona  | 4.  | 22 de abril de 2013      | Istanbul, Turquía        | Dura          | Elizaveta Kulichkova  | 6-4, 7-6(4)      |
| Finalista | 8.  | 24 de septiembre de 2016 | San Petersburgo, Rusia   | Dura (i)      | Natalia Vikhlyantseva | 1-6, 2-6         |
| Campeona  | 5.  | 23 de octubre de 2016    | Sharm el-Sheij, Egipto   | Dura          | Sara Sorribes         | 6-2, 6-7(7), 6-3 |

### Dobles: 1 (1–0)
| Leyenda: Títulos-Finales  |
| ------------------------- |
| Torneos de $100,000 (0-0) |
| Torneos de $75,000 (0-0)  |
| Torneos de $50,000 (0-0)  |
| Torneos de $25,000 (0-0)  |
| Torneos de $10,000 (1-0)  |

| Finales por superficie |
| ---------------------- |
| Dura (1–0)             |
| Tierra batida (0–0)    |
| Césped (0–0)           |
| Carpeta (0–0)          |

| Resultado | N.º | Fecha                | Torneo            | Superficie | Compañera        | Oponentes                       | Marcador |
| --------- | --- | -------------------- | ----------------- | ---------- | ---------------- | ------------------------------- | -------- |
| Campeona  | 1.  | 15 de agosto de 2011 | Westende, Bélgica | Dura       | Alexandra Walker | Anouk Delefortrie Deborah Kerfs | 6-4, 6-3 |

## Fed Cup

### Individual
| Edición                                    | Ronda | Fecha                | Lugar             | País oponente        | Superficie | Jugadora oponente       | G/P | Marcador         |
| ------------------------------------------ | ----- | -------------------- | ----------------- | -------------------- | ---------- | ----------------------- | --- | ---------------- |
| Fed Cup 2012 Zona Europea/Africana Grupo I | R/R   | 2 de febrero de 2012 | Eilat, Israel     | Polonia              | Dura       | Urszula Radwańska       | P   | 3-6, 3-6         |
| Fed Cup 2012 Zona Europea/Africana Grupo I | P/O   | 4 de febrero de 2012 | Eilat, Israel     | Bosnia y Herzegovina | Dura       | Anita Husarić           | G   | 6-2, 6-0         |
| Fed Cup 2013 Zona Europea/Africana Grupo I | R/R   | 6 de febrero de 2013 | Eilat, Israel     | Austria              | Dura       | Yvonne Meusburger       | G   | 6-1, 6-3         |
| Fed Cup 2013 Zona Europea/Africana Grupo I | R/R   | 7 de febrero de 2013 | Eilat, Israel     | Georgia              | Dura       | Margalita Chakhnashvili | G   | 6-0, 6-1         |
| Fed Cup 2013 Zona Europea/Africana Grupo I | R/R   | 8 de febrero de 2013 | Eilat, Israel     | Bielorrusia          | Dura       | Ilona Kremen            | G   | 6-1, 7-6(2)      |
| Fed Cup 2013 Zona Europea/Africana Grupo I | P/O   | 9 de febrero de 2013 | Eilat, Israel     | Polonia              | Dura       | Agnieszka Radwańska     | P   | 3-6, 2-6         |
| Fed Cup 2014 Zona Europea/Africana Grupo I | R/R   | 4 de febrero de 2014 | Budapest, Hungría | Países Bajos         | Dura (i)   | Kiki Bertensr           | P   | 2-6, 4-6         |
| Fed Cup 2014 Zona Europea/Africana Grupo I | R/R   | 5 de febrero de 2014 | Budapest, Hungría | Luxemburgo           | Dura (i)   | Anne Kremer             | G   | 6-1, 6-2         |
| Fed Cup 2014 Zona Europea/Africana Grupo I | R/R   | 7 de febrero de 2014 | Budapest, Hungría | Bélgica              | Dura (i)   | Yanina Wickmayer        | P   | 3-6, 2-6         |
| Fed Cup 2014 Zona Europea/Africana Grupo I | P/O   | 9 de febrero de 2014 | Budapest, Hungría | Turquía              | Dura (i)   | Melis Sezer             | G   | 6-2, 6-1         |
| Fed Cup 2015 Zona Europea/Africana Grupo I | R/R   | 4 de febrero de 2015 | Budapest, Hungría | Israel               | Dura (i)   | Julia Glushko           | G   | 6-2, 6-7(6), 7-5 |
| Fed Cup 2015 Zona Europea/Africana Grupo I | R/R   | 5 de febrero de 2015 | Budapest, Hungría | Letonia              | Dura (i)   | Jeļena Ostapenko        | P   | 3-6, 2-6         |
| Fed Cup 2015 Zona Europea/Africana Grupo I | P/O   | 9 de febrero de 2014 | Budapest, Hungría | Serbia               | Dura (i)   | Aleksandra Krunić       | P   | 1-6, 1-6         |

### Dobles
| Edición      | Ronda                          | Fecha                | Lugar         | País oponente | Superficie | Compañera    | Jugadoras oponentes           | G/P | Marcador |
| ------------ | ------------------------------ | -------------------- | ------------- | ------------- | ---------- | ------------ | ----------------------------- | --- | -------- |
| Fed Cup 2012 | Grupo I, Zona Europea/Africana | 2 de febrero de 2012 | Eilat, Israel | Polonia       | Dura       | Ani Mijačika | Magda Linette Alicja Rosolska | P   | 5-7, 5-7 |